# Галотрихіт

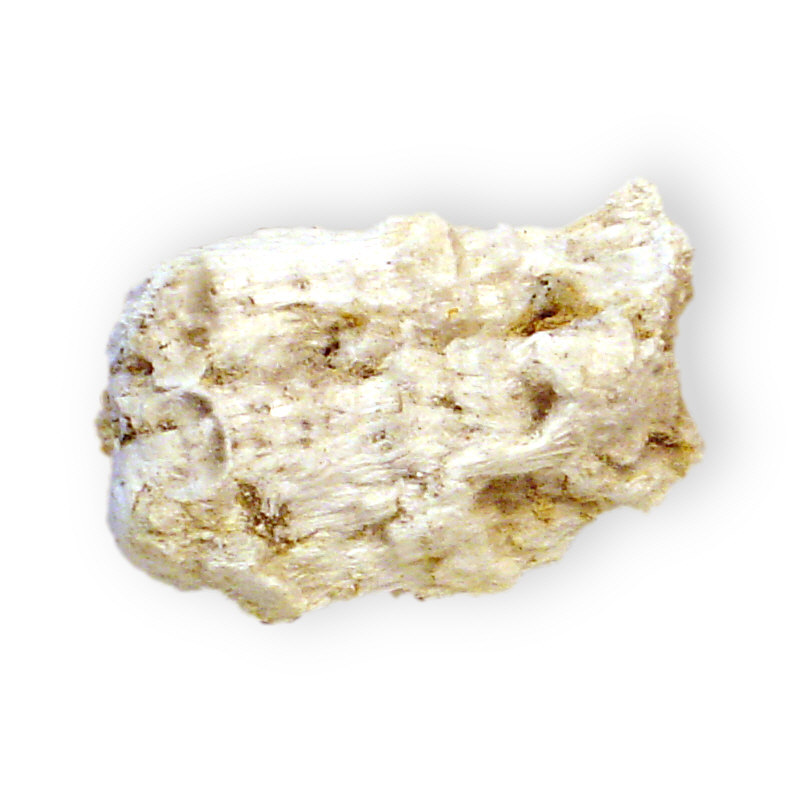
Галотрихіт з Каліфорнії, США

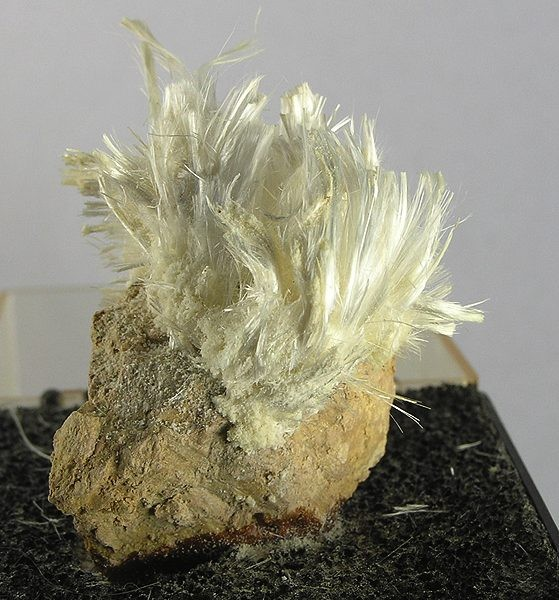
Зразок галотрихіту

Галотрихіт (рос. галотрихит; англ. halotrichite; нім. Halotrichit m) — мінерал, водний сульфат алюмінію та двовалентного заліза групи галотрихіту.

## Історія
Мінерал вперше виявив та описав у 1839 році німецький мінералог Ернст Глокер.

## Загальний опис
Хімічна формула: 4[Fe2+Al2(SO4)422H2O].
Містить (%): FeO — 8,07; Al2О3 — 11,45; SO3 — 35,97; H2O — 44,51. Залізо може заміщатися магнієм.
Сингонія моноклінна.
Форми виділення: голчасті або ниткоподібні кристали, які утворюють пористі та сплутано-волокнисті агрегати.
Твердість 1,5-2,0.
Густина 1,9.
Блиск скляний.
Злом раковистий.
Крихкий. Безбарвний, білий, жовтуватий або зеленуватий. Розчиняється у воді.
Продукт вивітрювання піритвмісних порід, особливо, в рудних покладах. Зустрічається в аридних областях поблизу гарячих джерел та фумарол.

## Різновиди
Різновиди:
- галотрихіт магніїстий (пікерингіт);
- галотрихіт марганцевистий (відміна галотрихіту, яка містить до 2,56 % MnO).